# Иштлильтон
Иштлильтон (исп. Ixtlilton) — «Чёрное личико», либо «Некто маленький и чёрный». В мифологии ацтеков божество медицины, здоровья и исцеления, а также празднеств и игр. Брат бога Макуильшочитля. Ему совершались жертвоприношения, когда ребёнок начинал говорить. Больных детей лечили «чёрной водой» (tlilatl) из кувшинов, стоявших перед статуей Иштлильтона.
Родители детей, которым помогало лечение, давали в честь этого бога пир. Идола этого бога приносили в дом благодарного отца ребёнка и устраивали перед ним ритуальные танцы и жертвоприношения.